# Edward Bzymek-Strzałkowski
Edward Bzymek–Strzałkowski ps. Bazyli, Grudzień, Wolski, XII (ur. 12 października 1912 w Wymysłowie, zm. 14 sierpnia 1981 w Wesołej) – polski działacz polityczny, major Armii Krajowej i więzień Urzędu Bezpieczeństwa.

## Życiorys
Syn Józefa i Katarzyny. Rodzina zamieszkała w Ostrowcu Świętokrzyskim, gdzie w jednej klasie uczył się z Janem Piwnikiem i Janem Rybkowskim. Studiował prawo na Uniwersytecie Warszawskim (kierunek: filozofia i teoria państwa i prawa), po przerwaniu nauki był pracownikiem Centralnego Okręgu Przemysłowego. Odbył dwuletni kurs podchorążych rezerwy piechoty, po którym otrzymał stopień podporucznika.
W czasie II wojny światowej uczestnik kampanii wrześniowej; po klęsce wojsk polskich dostał się do niewoli sowieckiej, z której zbiegł (unikając zbrodni katyńskiej). Przedostał się na Węgry, gdzie został internowany, ale ponownie uwolnił się. Na początku 1940 skierowany do pracy konspiracyjnej w kraju, członek najpierw Związku Walki Zbrojnej, następnie AK. Organizował prace wywiadowcze przeciw Niemcom, stał na czele Brygad Wywiadowczych. W 1944 zabezpieczał kontrwywiadowczo operację Most III (dostarczenie do Londynu zdobytych elementów niemieckiej rakiety V2). Od 1944 członek organizacji „NIE” – szef wywiadu Obszaru Południe. W marcu 1945 kierował wywiadem Obszaru Południe w Delegaturze Sił Zbrojnych na Kraj, następnie przeszedł do organizacji Wolność i Niezawisłość, gdzie kierował centralną komórką wywiadowczą II Zarządu Głównego.

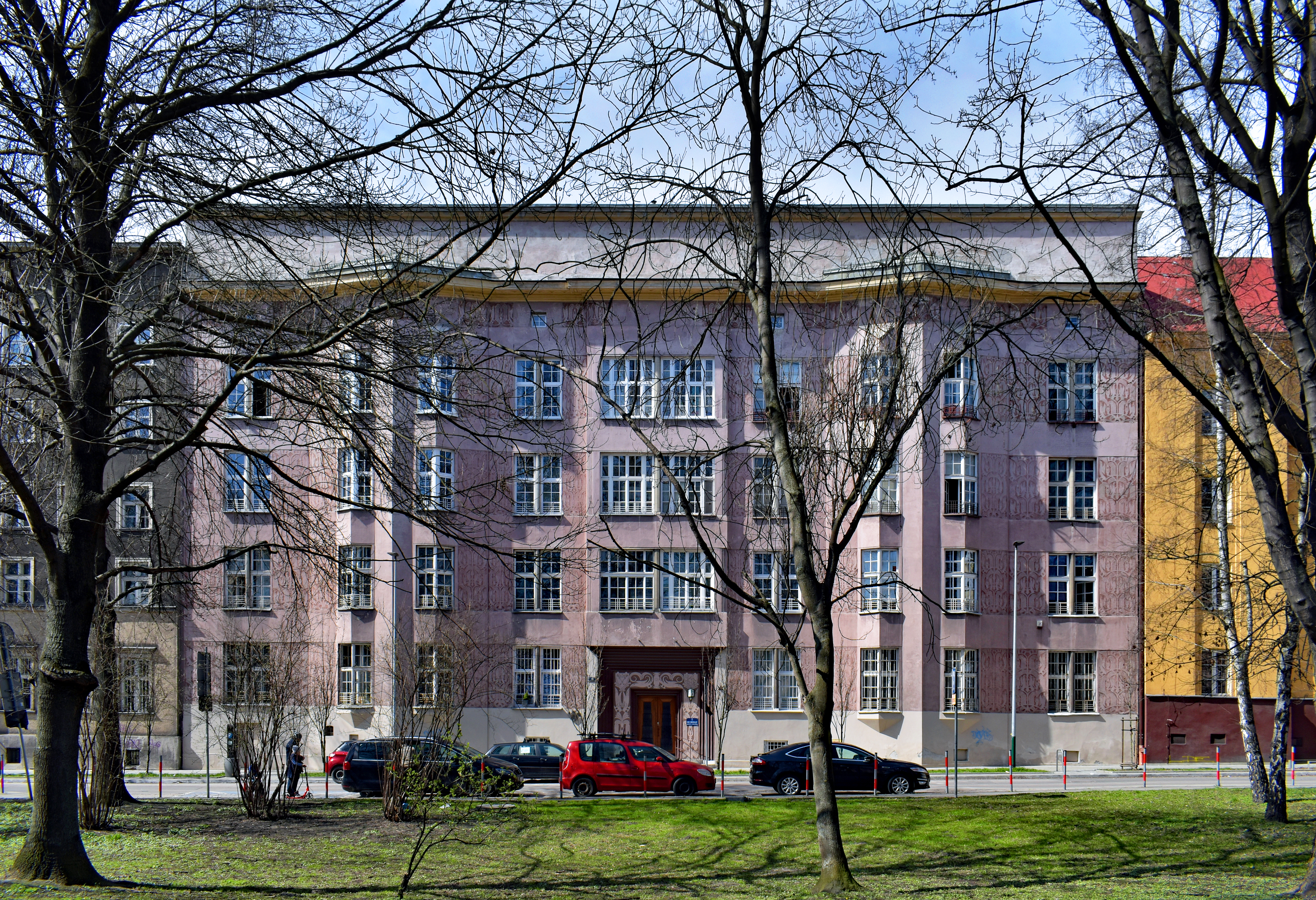
Krakowska kamienica, z III piętra której w sierpniu 1946 wyskoczył Edward Bzymek-Strzałkowski

Po zakończeniu II wojny światowej, 22 sierpnia 1946 został zatrzymany w Krakowie przez funkcjonariuszy Urzędu Bezpieczeństwa. Następnego dnia w czasie przesłuchania wyskoczył z III piętra wysokiej kamienicy w krakowskiej siedzibie Urzędu Bezpieczeństwa Publicznego przy placu Inwalidów 4 (Dom profesorów Uniwersytetu Jagiellońskiego). Przeżył, jednak stał się dożywotnim inwalidą (niesprawna prawa ręka, krótsza lewa noga, trwale uszkodzone narządy wewnętrzne). Ponownie przesłuchiwany (osobiście przez Józefa Różańskiego, z pomocą Adama Humera), torturowany. 10 września 1947 skazany na karę śmierci przez Wojskowy Sąd Rejonowy w Krakowie pod przewodnictwem Romualda Klimowieckiego. 6 listopada 1947 Prezydent Rzeczypospolitej Polskiej Bolesław Bierut skorzystał z prawa łaski, kara śmierci została zamieniona na 15 lat więzienia, następnie decyzją Wojskowego Sądu Garnizonowego na podstawie amnestii wyrok złagodzono do 10 lat. Karę odbywał m.in. w więzieniu w Rawiczu. Został zwolniony 27 sierpnia 1956.
Więzienie zrujnowało mu zdrowie. Zamieszkał na warszawskim Muranowie, następnie w Wesołej. Do 1977 pracował w Urzędzie Probierczym w Warszawie. Zmarł w 1981.
W 1992 został zrehabilitowany, w 2012 odznaczony Krzyżem Komandorskim Orderu Odrodzenia Polski. Odznaczony również Srebrnym Krzyżem Zasługi.